# Wells Fargo Center (Los Angeles)
Le Wells Fargo Center est un complexe de gratte-ciel composé de deux tours dans le centre-ville sur Bunker Hill, à Los Angeles, en Californie . Il comprend des tours sud et nord, qui sont reliées par un atrium en verre de trois étages.
Le projet a reçu le prix de l'immeuble de bureaux de l'année 1986–1987 et 2003–2004 de la Building Owners and Managers Association (BOMA). Une succursale du musée d'histoire de Wells Fargo est située au centre.

## Wells Fargo Tower
Wells Fargo Tower (tour I), culmine à 220 mètres c'est le plus haut bâtiment du complexe. Il a 54 étages et c'est le 7e plus haut bâtiment de Los Angeles et le 92e plus haut bâtiment des États-Unis. Lors de son ouverture en 1983, elle était connue sous le nom de Crocker Tower, du nom de Crocker National Bank, basée à San Francisco . Crocker a fusionné avec Wells Fargo en 1986.
Lors de la construction initiale, elle apparaît dans le film Tonnerre de feu de 1983. Les étages supérieurs n'étaient cependant pas terminés au moment du tournage. Le personnage de Roy Scheider tire sur un hélicoptère le pourchassant et le pilote s'éjecte et dérive par le Crocker Center en construction et atterrit dans la rue. C'était en fait le base-jumper Carl Boenish (1941–1984), au large de la Crocker Tower, qui a effectué le saut sans permission le 9 novembre 1981, et c'était la première page du Los Angeles Times avec des photographies sous plusieurs angles.[réf. nécessaire]
Locataires
- Wells Fargo Bank (étages 1, 5, 7, 9, 11, 12)
- Payden &amp; Rygel (étages 31 à 32)
- Gibson, Dunn &amp; Crutcher (étages 44 à 54)
- Oaktree Capital Management (étages 23 à 25, 27 à 30, 34) [2]

## Tour sud
La tour sud (tour II) culmine à 171 mètres et a été achevé en 1983 avec 45 étages. C'est le 17ème plus haut bâtiment de la ville.
Locataires
- Latham & Watkins (étages 1 à 11, 14)
- Reed Smith (étages 28 à 30)
- The Boston Consulting Group (étages 31 à 32)
- Munger, Tolles et Olson (étages 34 à 39)
- Morgan Lewis &amp; Bockius (étages 42 à 45)

## Fredric Jameson
Le critique culturel Fredric Jameson a utilisé le Skidmore, Owings and Merrill's Crocker Bank Center (comme il était alors nommé) comme un exemple de ce qu'il considère comme «absence de profondeur pathologique» de l' architecture postmoderne :

Cette absence de profondeur pathologique n'est pas non plus simplement métaphorique: elle peut être vécue physiquement et littéralement par quiconque, comme on l'a vu avec  Beacon Hill de Raymond Chandler qui travaillait sur les grands marchés mexicains de Broadway et de la 4th St dans le centre-ville de Los Angeles. Soudainement la paroi du Crocker Bank Center (Skidmore, Owings et Merrill) - cette surface qui ne semble être soutenue par aucun volume, ou dont le volume putatif (rectangulaire, trapézoïdal ?) est oculairement indécidable. Cette grande feuille de fenêtres, à la bidimensionnalité défiant la gravité, transforme momentanément le sol solide sur lequel nous marchons en contenu d'un stéréoptique, des formes de carton-pâte se profilant çà et là autour de nous. De tous côtés, l'effet visuel est le même: aussi fatidique que le grand monolithe de Kubrick  "2001" qui affronte ses spectateurs comme un destin énigmatique, un appel à la mutation évolutive. Si ce nouveau centre-ville multinational ... a effectivement aboli l'ancien tissu urbain en ruine qu'il a violemment remplacé, on ne peut pas dire quelque chose de similaire sur la manière dont cette nouvelle surface étrange à sa manière péremptoire rend nos anciens systèmes de perception de la ville en quelque sorte archaïques. et sans but, sans en offrir un autre à leur place ? 

## Voir également
- Liste des bâtiments les plus hauts de Los Angeles
- Liste des bâtiments les plus hauts des États-Unis

## Les références
1. ↑  « Museums: Los Angeles », Wells Fargo History (consulté le 24 février 2015)
2. ↑  Vincent, Roger (November 14, 2014) "Oaktree Capital agrees to expand offices in downtown Los Angeles" Los Angeles Times